# Midnight Madness (Film)
Midnight Madness: Ein ausgeflippter Haufen (auch: Midnight Madness: Wahnsinnsjagd um Mitternacht, im Original nur Midnight Madness) ist eine von Walt Disney Pictures produzierte US-amerikanische Komödie aus dem Jahr 1980. Es ist die erste Filmrolle für den zu diesem Zeitpunkt 18-jährigen Michael J. Fox.

## Handlung
Student Leon hat ein Faible für ausgeflippte Spiele. Seine neueste Idee ist eine nächtliche Schnitzeljagd durch Los Angeles. Dazu instruiert er fünf seiner Kommilitonen Teams zu  bilden. Bei Sonnenuntergang treffen sich die Teams: Jeder Mannschaft wird ein Umschlag mit dem ersten Hinweis ausgehändigt. So beginnt die nächtliche Schnitzeljagd durch L.A., stets überwacht vom „Game Master“ Leon von dessen Apartment aus.
Die Teams müssen stets weitere Rätsel und Hinweise entschlüsseln, um voranzukommen. Auf ihrer Jagd gelangen sie unter anderem in ein Observatorium, in eine Brauerei und an den internationalen Flughafen von Los Angeles. Ziel ist, als erster vor Sonnenaufgang das Westin Bonaventure Hotel zu erreichen.

## Die Teams
Die fünf Teams sind allesamt aus Charakteren gebildet, die eindeutige Klischees vermitteln:
- Das gelbe Team  besteht aus gutaussehenden, freundlichen, smarten und stets fair spielenden Mitgliedern rund um den Teamleader Adam (David Naughton). Im Laufe des Spiels stößt Adams jüngerer Bruder Scott (Michael J. Fox) zum Team, der stets bemüht ist, Adams Aufmerksamkeit zu erlangen und im entscheidenden Moment die richtige Lösung zu einem Rätsel parat hat. Das Gefährt des Teams ist ein gelber Toyota Land Cruiser.
- Das blaue Team bildet den Gegenpart zum gelben Team. Angeführt vom reichen, übergewichtigen und extrem gelangweilten Harold (Stephen Furst) lösen sie ihre Rätsel nur durch Betrug. Das Team-Vehikel ist ein blauer Van, der mit einem rätsellösenden Computer ausgestattet ist.
- Das grüne Team besteht aus den Football-Assen des Colleges. Ihr Gefährt ist ein grünes VW Käfer Cabriolet, die Meat Machine.
- Das weiße Team setzt sich aus vier Nerds zusammen und ist auf Motorrollern unterwegs.
- Das rote Team wird von Donna (Maggie Roswell) angeführt und setzt sich aus eher unbeliebten Studenten zusammen, darunter zwei auffällig übergewichtigen Zwillingen, zu deren Lasten zahlreich Späße im Laufe der Nacht gehen. Das Fahrzeug des Teams ist ein roter Pick-Up.

Der Film befasst sich hauptsächlich mit dem gelben und dem blauen Team und deren Anstrengungen, das Rennen zu gewinnen. Die Abenteuer der anderen drei Teams bilden lediglich Nebenschauplätze, wie auch die Szenen der Spielleitung in Leons Apartment.

## Rezeption
Dem Film war kein großer Erfolg an den Kinokassen beschieden. Insgesamt spielte er in den USA rund 2,9 Mio. US-Dollar ein.

## Veröffentlichungen
Aus dem Jahre 1988 stammt eine deutschsprachige VHS-Veröffentlichung.
Im englischsprachigen Raum gibt es zwei Releases auf DVD (2001 von Anchor Bay Entertainment und 2004 von Disney).

## Bemerkungen
- Midnight Madness war der zweite Disney-Film, der in den USA ein PG-Rating erhielt, also Szenen enthält, die als ungeeignet für Kinder unter zehn Jahren angesehen werden. Der erste Disney-Film mit einem solchen Rating war Das schwarze Loch.
- Obwohl der Film von Disney produziert wurde, erscheint der Name der Firma nicht in den Credits.
- Midnight Madness ist, wie eingangs bereits erwähnt, Michael J. Fox’ erste Filmrolle. Da der Film zu weiten Teilen nachts gedreht wurde, benötigten die Produzenten einen volljährigen Schauspieler, der dennoch jung genug erschien, um Adams jüngeren Bruder zu spielen. Er wird zu Beginn des Films als Michael Fox geführt, im Abspann als Michael J. Fox.